# Buena Vista Social Club (음반)
《Buena Vista Social Club》은 후안 데 마르코스 곤살레스가 감독한 쿠바 음악가들과 미국의 기타리스트 라이 쿠더의 데뷔 음반이다. 1996년 3월, 쿠바 아바나의 EGREM 스튜디오에서 녹음되었고 1997년 9월 16일, 월드 서킷 레코드에서 발매되었다. 이 음반은 성공에도 불구하고 부에나 비스타 소셜 클럽에 독점적으로 등록된 유일한 표준 스튜디오 음반으로 남아 있다.
《Buena Vista Social Club》은 아프로쿠반 올 스타즈에 의해 《A Toda Cuba le Gusta》와 병행 녹음되었는데, 월드 서킷의 임원 닉 골드가 비슷한 프로젝트를 추진했고 거의 같은 라인업을 선보였다. 손 콘준토의 부활로 여겨졌던 《A Toda Cuba le Gusta》와 대조적으로 《Buena Vista Social Club》은 전통적인 트로바와 필린, 손 쿠바노와 볼레로, 그리고 단손에 대한 더 부드러운 인상을 되살리기 위한 것이었다.
비평적이고 상업적인 성공을 거둔 이 음반은 1998년 암스테르담과 뉴욕의 카네기 홀에서 짧은 콘서트 투어를 가졌다. 이 날짜의 장면은 아바나에서의 녹음 세션과 함께 1999년 빔 벤더스에 의해 공개된 《부에나 비스타 소셜 클럽》 다큐멘터리에 보여졌다.

## 배경
1996년, 미국의 기타리스트 라이 쿠더는 말리 출신의 두 명의 아프리카 하이라이프 음악가들이 쿠바 음악가들과 협업하는 세션을 녹음하기 위해 영국 월드 서킷 레코드의 닉 골드로부터 아바나를 초대받았다. 쿠더가 도착했을 때 (현재 진행 중인 미국의 무역과 쿠바에 대한 여행 금지를 피하기 위해 멕시코를 통해) 아프리카에서 온 음악가들은 비자를 받지 못했고 아바나로 여행할 수 없었다는 것이 밝혀졌다. 쿠더와 골드는 그들의 계획을 바꾸고 지역 음악가들과 함께 손 쿠바노 음악의 음반을 녹음하기로 결정했다. 아프리카 공동작업 프로젝트에는 올란도 "카차이토" 로페스, 기타리스트 엘리아데스 오초아, 음악 감독 후안 데 마르코스 곤살레스를 포함한 쿠바 음악가들이 참여했는데, 이들은 아프로쿠반 올 스타를 위해 비슷한 프로젝트를 직접 기획했었다. 더 많은 음악가를 찾던 중, 팀은 가수 마누엘 "펀틸리타" 리체아, 피아니스트 루벤 곤살레스, 그리고 8세대의 가수 콤파이 세군도까지 이 프로젝트를 위해 녹음하기로 모두 동의했다.
프로젝트가 시작된 지 3일 만에 쿠더, 골드, 데 마르코스는 1950년대 이후 장비와 RCA 레코드가 소유했던 아바나의 EGREM 스튜디오에서 녹음 세션을 시작하도록 주선했다. 쿠더는 "음악가들이 말하는 것 이외의 수단을 통해 서로를 이해한다"고 반영했지만, 스튜디오에서 스페인어와 영어 사용자들 사이의 의사소통은 통역을 통해 이루어졌다.

## 평가
| 평가 점수                     | 평가 점수   |
| 출처                          | 점수        |
| ----------------------------- | ----------- |
| Allmusic                      | [ 4 ]       |
| Entertainment Weekly          | B+          |
| Rolling Stone                 | [ 6 ]       |
| Vibe                          | (favorable) |
| Encyclopedia of Popular Music | [ 8 ]       |

《Buena Vista Social Club》은 비평가들로부터 상당한 찬사를 받았으며 음악 작가들과 출판물들로부터 많은 찬사를 받았다. 2003년, 이 음반은 《롤링 스톤》 매거진의 역사상 가장 위대한 음반 500장 중 260위에 올랐는데, 이는 비영어권 국가에서 생산된 두 장의 음반 중 하나이고, 이 음반은 또한 《죽기 전에 꼭 들어야 할 앨범 1001》에도 포함되었다. 2020년 기준으로 800만 장 이상이 팔렸다.

## 곡 목록
| #   | 제목                        | 작사·작곡                | 재생 시간 |
| --- | --------------------------- | ------------------------ | --------- |
| 1.  | 〈Chan Chan〉               | 콤파이 세군도            | 4:16      |
| 2.  | 〈De camino a la vereda〉   | 이브라힘 페레르          | 5:03      |
| 3.  | 〈El cuarto de Tula〉       | 세르히오 곤살레스 시아바 | 7:27      |
| 4.  | 〈Pueblo Nuevo〉            | 이스라엘 "카차오" 로페스 | 6:05      |
| 5.  | 〈Dos gardenias〉           | 이졸리나 카리요          | 3:02      |
| 6.  | 〈¿Y tú qué has hecho?〉    | 유세비오 도핀            | 3:13      |
| 7.  | 〈Veinte años〉             | 마리아 테레사 베라       | 3:29      |
| 8.  | 〈El carretero〉            | 기예르모 포르타발레스    | 3:28      |
| 9.  | 〈Candela〉                 | 파우스티노 오라마스      | 5:27      |
| 10. | 〈Amor de loca juventud〉   | 라파엘 오르티즈          | 3:21      |
| 11. | 〈Orgullecida〉             | 엘리서 실베이라          | 3:18      |
| 12. | 〈Murmullo〉                | 엘렉토 "체핀" 로젤       | 3:50      |
| 13. | 〈Buena Vista Social Club〉 | 이스라엘 "카차오" 로페스 | 4:50      |
| 14. | 〈La bayamesa〉             | 신도 가라이              | 2:54      |

## 인증
| 국가                                                                                         | 인증        | 판매량/출하량 |
| -------------------------------------------------------------------------------------------- | ----------- | ------------- |
| 아르헨티나 (CAPIF)                                                                           | 플래티넘    | 60,000^       |
| 오스트레일리아 (ARIA)                                                                        | 플래티넘    | 70,000^       |
| 오스트리아 (IFPI 오스트리아)                                                                 | 2× 플래티넘 | 100,000*      |
| 벨기에 (BEA)                                                                                 | 3× 플래티넘 | 150,000*      |
| 브라질 (Pro-Música Brasil)                                                                   | 골드        | 100,000*      |
| 캐나다 (뮤직 캐나다)                                                                         | 플래티넘    | 100,000^      |
| 덴마크 (IFPI Danmark)                                                                        | 3× 플래티넘 | 60,000        |
| 프랑스 (SNEP)                                                                                | 골드        | 100,000*      |
| 독일 (BVMI)                                                                                  | 3× 골드     | 750,000^      |
| 일본 (RIAJ)                                                                                  | 골드        | 100,000^      |
| 네덜란드 (NVPI)                                                                              | 2× 플래티넘 | 200,000^      |
| 노르웨이 (IFPI 노르웨이)                                                                     | 골드        | 25,000*       |
| 스웨덴 (GLF)                                                                                 | 골드        | 40,000^       |
| 스위스 (IFPI 스위스)                                                                         | 3× 플래티넘 | 150,000^      |
| 영국 (BPI) video                                                                             | 3× 플래티넘 | 150,000^      |
| 영국 (BPI)                                                                                   | 플래티넘    | 528,398       |
| 미국 (RIAA)                                                                                  | 플래티넘    | 1,925,000     |
| 요약                                                                                         |             |               |
| 유럽 (IFPI)                                                                                  | 3× 플래티넘 | 3,000,000*    |
| 전 세계                                                                                      | —           | 8,000,000     |
| *판매량을 기반으로 한 인증 · ^출하량을 기반으로 한 인증 · 판매량+스트리밍을 기반으로 한 인증 |             |               |